# Tahill Lake
Tahill Lake ist ein See bei Gogama in der kanadischen Provinz Ontario, rund 470 Kilometer nördlich von Toronto.
Der See ist 1,7 Kilometer lang, 180 Meter breit und liegt 390 Meter über dem Meeresspiegel.